# Gal·lèria Fundana
Gal·lèria Fundana va ser una emperadriu de l'Imperi Romà, segona esposa del emperador Vitel·li.
Era filla d'un antic pretor. Sembla que va ser una dona preocupada per la família, i va protegir del seu marit l'emperador a Galeri Tràcal (Galerius Trachalus), un parent seu, que havia estat denunciat. Va sentir profundament i va mirar d'oposar-se a les crueltats i injustícies ordenades pel seu marit. Fruit del seu matrimoni amb Vitel·li van néixer dos fills, un nen i una nena. Tàcit, un que escriu desfavorablement sobre Vitel·li, afirma que Gal·lèria era una dona "d'excepcional virtut" que "no tenia coneixement dels excessos del seu marit".
El seu fill, al que Vitel·li va concedir el títol de Germànic quan va ascendir al tron, va ser assassinat quan les tropes de Vespasià van envair la capital; Vitel·li, el seu germà i el seu fill van morir víctimes dels disturbis que es van produir. Gal·lèria va aconseguir sobreviure i va poder fer enterrar el seu marit. Vespasià va concertar per a la seva filla, Vitèl·lia, un profitós matrimoni.